# Lijst van rijksmonumenten in Ingber
De plaats Ingber telt 8 inschrijvingen in het rijksmonumentenregister. Hieronder een overzicht.
| Object                              | Oorspronkelijke functie? | Bouwjaar                                         | Architect | Locatie              | Coördinaten?                  | Nr.?  | Afbeelding             |
| ----------------------------------- | ------------------------ | ------------------------------------------------ | --------- | -------------------- | ----------------------------- | ----- | ---------------------- |
| Boerenhuis van vakwerk              | Boerderij                | eerste helft 19e eeuw                            |           | Ingberdorpsstraat 9  | 50° 49' 6" NB, 5° 51' 33" OL  | 18839 | Boerenhuis van vakwerk |
| Vakwerkhoeve in haakvorm met luifel | Boerderij                | 1721                                             |           | Ingberdorpsstraat 13 | 50° 49' 6" NB, 5° 51' 35" OL  | 18840 | Meer afbeeldingen      |
| Hoeve van vakwerk                   | Boerderij                | 18e eeuw                                         |           | Ingberdorpsstraat 19 | 50° 49' 6" NB, 5° 51' 37" OL  | 18841 | Meer afbeeldingen      |
| Hoeve van vakwerk                   | Boerderij                | 18e eeuw                                         |           | Ingberdorpsstraat 21 | 50° 49' 7" NB, 5° 51' 38" OL  | 18842 | Meer afbeeldingen      |
| Kapittelshof                        | Boerderij                | eerste kwart 18e eeuw-1863 (hoeve) 1710 (schuur) |           | Ingberdorpsstraat 29 | 50° 49' 7" NB, 5° 51' 42" OL  | 18843 | Meer afbeeldingen      |
| Vakwerkhoeve met open binnenplaats  | Boerderij                | 18e eeuw                                         |           | Ingberdorpsstraat 14 | 50° 49' 6" NB, 5° 51' 37" OL  | 18844 | Meer afbeeldingen      |
| De Rozenhof                         | Boerderij                | eerste helft 19e eeuw                            |           | Ingberdorpsstraat 38 | 50° 49' 10" NB, 5° 51' 53" OL | 18845 | Meer afbeeldingen      |
| Beusdalshof                         | Boerderij                | eerste helft 18e eeuw (hoeve) 1836 (poort)       |           | Lemmensstraat 71     | 50° 49' 8" NB, 5° 51' 20" OL  | 18846 | Beusdalshof            |